# 舍奈希
舍奈希（德語：Schönaich）是德国巴登-符腾堡州的一个市镇。总面积14.16平方公里，总人口9733人，其中男性4849人，女性4884人（2011年12月31日），人口密度687人/平方公里。

## 友好城市
- 法國 勒谢奈-罗康库尔